# Commandos 2: Men of Courage
Commandos 2: Men of Courage (tên tiếng Việt: Biệt kích 2: Những người đàn ông can đảm) là tựa game chiến thuật thời gian thực, do Pyro Studios phát triển và được Eidos Interactive phát hành vào ngày 20 tháng 9 năm 2001. Đây là phiên bản tiếp nối game Commandos: Behind Enemy Lines và là phiên bản thứ hai của dòng game Commandos. Commandos 2: Men of Courage là tựa game chiến thuật duy nhất được thiết kế cho cả PC dùng hệ điều hành Microsoft Windows và cả máy chơi game console PlayStation 2 và Xbox. 
Bối cảnh của trò chơi dựa theo những sự kiện có thật trong Thế chiến thứ hai, cụ thể là giai đoạn từ năm 1941 (màn chính thức đầu tiên) đến  năm 1944 (màn chính thức cuối cùng), trong đó người chơi được tự chỉ huy một đội đặc công nhỏ của Đồng Minh tiến hành các nhiệm vụ [bí mật được giao để ngăn cản nỗ lực chiến tranh của Phe Trục (cụ thể là Đức Quốc Xã và Đế quốc Nhật Bản (có một vài nhiệm vụ đội đặc công phải phối hợp với người dân bản địa và một số đơn vị thường của phe Đồng Minh). 
Commandos 2: Men of Courage được đề cao vì những cải tiến so với phiên bản đầu tiên, bao gồm khả năng lấy và sử dụng vũ khí của đối phương và khám phá bên trong các căn nhà, ba chiến sĩ đặc công mới (Lupin, Natasha, Whiskey), các chiến sĩ cũ đều  có thêm nhiều tính năng và khả năng mặc đồng phục của binh sĩ và lính thợ phe Trục để tránh bị nhận dạng.

## Cốt truyện
Mục này nói về cốt truyện của trò chơi điện tử chiến thuật thời gian thực có phỏng theo Lịch sử Chiến tranh thế giới thứ hai, không hẳn là sự kiện lịch sử có thật
Tháng Năm năm 1941, hai chiến sĩ đặc công là Paul Toledo và Natasha Nikochevski tiến hành nhiệm vụ lấy Máy Engima và tài liệu mật mã quan trọng từ căn cứ tàu ngầm của Hải quân Đức quốc xã đặt ở thành phố La Rochelle, Pháp. (Màn 1: Night of the Wolves). Sau khi hoàn thành nhiệm vụ, Natasha rời căn cứ, trong khi Toledo được lệnh ở lại với máy Enigma cùng với chú chó Wishkey để hỗ trợ các chiến sĩ đặc công khác (Jack O'Hara, Thomas Hancock, James Blackwood & René Duchamp), họ sẽ tiếp cận căn cứ vào khoảng giữa buổi sáng để giải thoát thủy thủ đoàn của một tàu ngầm Anh quốc.